# Elaphoglossum lankesteri
Elaphoglossum lankesteri är en träjonväxtart som beskrevs av John T. Mickel. Elaphoglossum lankesteri ingår i släktet Elaphoglossum och familjen Dryopteridaceae. Inga underarter finns listade.